# Convertisseur multiniveau
Un convertisseur multiniveau — ou convertisseur modulaire multiniveau — est un élément d'électronique de puissance qui, par l'ajout de cellules de commutations, offre des degré de liberté supplémentaires pour la commande de la tension de sortie des convertisseurs.
Un niveau en électronique de puissance est défini comme l'ensemble des tensions accessibles en sortie des éléments permettant de piloter le convertisseur (généralement la tension aux bornes des demi-cellules de commutation du convertisseur). Par exemple, pour l'onduleur 3 bras 2 niveaux, la tension accessible aux bornes d'un interrupteur d'une des trois cellules de commutation est égale à {\displaystyle \left\{0;E_{DC}\right\}}, formant ainsi 2 niveaux. Les enjeux de la recherche actuelle sur ces sujets sont, la topologie et la structure des convertisseurs ainsi que leur commande par MLI.

## Avantages
L'association en série d'interrupteur permet de répartir la contrainte en tension sur plusieurs interrupteurs. Il est alors possible d'utiliser des composants de plus petit calibre (souvent plus performant). Dans le cas de très haute tension (convertisseurs HVDC par exemple), ce type de topologie est indispensable, en effet, il n'existe pas de composants pouvant supporter plusieurs dizaines de kilovolts.
De plus, l'augmentation du nombre de niveaux permet de diminuer le taux de distorsion harmonique.

## Inconvénients
Les convertisseurs multiniveau faisant intervenir un plus grand nombre d'interrupteurs et de composants en général (pour les topologies Neutral Point Clamped et Flying Capacitor, le nombre de composants est fonction du carré du nombre de niveaux. ). Leur coût et leur complexité en sont inévitablement plus élevés, coût qui peut devenir gênant pour une production à grande échelle (exemple : convertisseurs des véhicules électriques). Le grand nombre d'interrupteurs, peut poser problème au niveau de la commande, qui va généralement être plus complexe que pour les convertisseurs plus classiques, bien que des commandes « naïves » existent.

## Applications
Les convertisseurs multiniveau étant une extension des convertisseurs classiques, ils ont les mêmes objectifs.
L'augmentation du nombre de niveaux permettant une augmentation de la tension de fonctionnement, ces convertisseurs sont principalement utilisés pour de la haute tension.
- Onduleurs
- Redresseurs